# 290年代
| 千纪： | 1千纪                                                                                  |
| 世纪： | 2世纪 \| 3世纪 \| 4世纪                                                                |
| 年代： | 260年代 \| 270年代 \| 280年代 \| 290年代 \| 300年代 \| 310年代 \| 320年代              |
| 年份： | 290年 \| 291年 \| 292年 \| 293年 \| 294年 \| 295年 \| 296年 \| 297年 \| 298年 \| 299年 |

## 大事记
- 羅馬帝國四帝共治制开始
- 西晉宫廷政变，八王之乱开始

## 逝世
- 晉武帝司馬炎（290年四月去世）
- 楊駿，晉武帝武悼皇后楊芷之父。（291年被殺）